# 말씀의 선교수도회
거룩한 말씀의 선교수도회(라틴: Societas Verbi Divini, 약칭: S.V.D.)는 1875년 성 아르놀드 얀센(Arnold Janssen)에 의해 만들어진 로마 가톨릭교회의 수도회이다. 전세계 약 70개 나라에 진출해 지부가 만들어져 있으며 6,000여명의 수도사가 소속되어 있다. 한국에서는 말씀의 선교수도회라는 이름으로 1984년 지부가 결성되어 2024년 한국지부 설립 40주년을 맞이한 바 있다. 대만과 홍콩을 비롯한 중화권에서는 성언회(聖言會)라는 이름으로, 일본에서는 신언회(神言会)라는 이름으로 활동하고 있어, 종종 한국에서도 그 이름으로 불리는 경우가 있다.

## 설립과 발전
| “ | 한처음에 말씀이 계셨다. | ” |
|   | — 요한 복음서 (1장 1절) |   |

1875년 9월 8일, 독일 출신의 로마 가톨릭 사제이자 수도사였던 아르놀드 얀센(1837년 11월 5일 – 1909년 1월 15일)이 당시 비스마르크 등이 주도하여 독일 정부가 추진하던 사회 세속화 정책으로 인한 독일 사회의 문화투쟁(Kulturkampf) 와중에 그 세속화 정책에 반발하여 네덜란드 스테일(Steyl)에서 가톨릭 신학교를 설립하고 그 신학교 졸업생들로 구성된 선교회를 만든 것을 시초로 한다. 요한 복음서 제1장 제1절의 내용으로부터 유래한 ‘거룩한 말씀(Verbum Divinum)’을 그 이름으로 삼았으며, 설립 초기부터 해외 선교에 힘을 기울여 1879년에는 중국에, 1892년에는 아프리카 토고에 선교사를 파견하는 등의 활동을 펼쳤다. 1901년에 이르러 교황 레오 13세로부터 공식적인 가톨릭 교회 내부조직으로서 인준을 받았다. 20세기에 들어서는 1946년에는 소속 사제인 중국인 톈겅신 토마스가 최초의 동아시아인 추기경으로 임명되기도 하였다. 제2차 세계대전 이후에는 한국을 포함한 전세계 70여개 나라에 진출하여 활동하고 있고, 2003년에는 창립자인 아르놀드 얀센이 교황 요한 바오로 2세로부터 시성을 받아 현재에 이른다.
한편, 얀센은 1889년 남성으로만 이루어진 말씀의 선교수도회가 실천하기 힘든 선교영역에서 활약할 수 있는 수녀회로 서로 짝을 이루는 가족단체로서 성령선교수녀회를 조직하였고, 두 조직은 현재에 이르기까지 협력하며 활동하고 있다.

## 한국지부
1984년 8월 24일 당시 수원교구장이었던 김남수 안젤로 주교의 주도로 말씀의 선교수도회 한국지부가 설립되었다. 세상에 그리스도의 말씀을 선포하는 것을 소명으로 삼고, 신에 대한 헌신과 다른 이들에 대한 사랑을 보여준 ‘거룩한 말씀’을 본보기로 사는 것을 목표로 하는 말씀의 선교수도회 한국지부는 1992년부터 경기도 안산 지역에서 외국인 이주노동자들을 위한 미사를 봉헌한 것을 시작으로, 어려운 여건 속에서도 여러 나라에서 온 사제들과 한국 출신 사제들이 힘을 합쳐 주로 이주노동자를 포함한 국내 거주 외국인에 대한 사목에 집중하는 한편, 파푸아뉴기니를 비롯한 개발도상국에 선교사를 파견하는 등 해외선교 사역 또한 꾸준히 진행하고 있다.
경기도 안산시 단원구 원당길 12-18(초지동)에 본부를 두고, 서울특별시 서대문구 북아현로 111-13(북아현동)에 서울사무소를, 경기도 포천시 내촌면 내촌로 110(내촌면)에 성 아르놀드 얀센 영성센터를 두고 있으며, 그밖에 전국 7개 교구에 사목 공동체를 두고 있다.